# Frösthult
Frösthult är kyrkbyn i Frösthults socken i Enköpings kommun, Uppsala län.
Frösthult ligger längs riksväg 70 cirka 10 kilometer nordväst om Enköping. Byn domineras av sockenkyrkan samt runt denna belägna bondgårdar samt enfamiljsvillor.